# Phân họ Sả
Phân họ Sả hay Phân họ Trả (Halcyonidae) là phân họ chim có số lượng loài nhiều nhất trong ba phân họ của họ bói cá, với khoảng 70 loài được chia thành 12 chi. Các loài chim trả được biết rất rõ, sự phỏng đoán trong tính toán phản ánh các mâu thuẫn trong phân loại của phân họ này hơn là sự thiếu hụt dữ liệu tổng thể về nhóm chim này.
Phân họ này dường như có nguồn gốc ở khu vực Đông Dương và bán đảo Mã Lai và sau đó phổ biến tới nhiều khu vực trên thế giới. Các loài chim trả hiện nay phổ biến rộng khắp ở châu Á và Australasia, nhưng cũng có mặt tại châu Phi và các đảo trên Thái Bình Dương và Ấn Độ Dương.

## Các loài
Danh sách các loài theo chi.
- Chi Actenoides
  - Actenoides bougainvillei: Sả có ria
  - Actenoides concretus: Sả cổ hung
  - Actenoides hombroni: Sả đầu lam
  - Actenoides lindsayi: Sả đốm
  - Actenoides monachus: Sả lưng lục
  - Actenoides princeps: Sả vảy
- Chi Caridonax
  - Caridonax fulgidus: Sả phao câu trắng
- Chi Cittura
  - Cittura cyanotis: Sả hoa cà
- Chi Clytoceyx
  - Clytoceyx rex: Sả mỏ xẻng, sả chúa
- Chi Dacelo
  - Dacelo gaudichaud: Sả Úc bụng hung
  - Dacelo leachii: Sả Úc cánh lam
  - Dacelo novaeguineae: Sả nhà trò
  - Dacelo tyro: Sả Úc trang kim
- Chi Halcyon
  - Halcyon albiventris: Sả mào nâu
  - Halcyon badia: Sả lưng sôcôla
  - Halcyon chelicuti: Sả sọc
  - Halcyon coromanda: Sả hung
  - Halcyon cyanoventris: Sả Java
  - Halcyon leucocephala: Sả đầu xám
  - Halcyon malimbica: Sả ngực lam
  - Halcyon pileata: Sả đầu đen
  - Halcyon senegalensis: Sả đồng rừng hay sả Senegal
  - Halcyon senegaloides: Sả rừng đước
  - Halcyon smyrnensis: Sả đầu nâu
- Chi Lacedo
  - Lacedo pulchella: Sả vằn
- Chi Melidora
  - Melidora macrorrhina: Sả mỏ cong
- Chi Pelargopsis
  - Pelargopsis amauropterus: Sả cánh nâu
  - Pelargopsis capensis (syn. Halcyon capensis): Sả mỏ rộng
  - Pelargopsis melanorhyncha: Sả mỏ đen
- Chi Syma
  - Syma megarhyncha: Sả núi
  - Syma torotoro: Sả mỏ vàng
- Chi Tanysiptera
  - Tanysiptera carolinae: Sả thiên đường Numfor
  - Tanysiptera danae: Sả thiên đường đầu nâu
  - Tanysiptera ellioti: Sả thiên đường Kofiau
  - Tanysiptera galatea: Sả thiên đường, sả đuôi seo
  - Tanysiptera hydrocharis: Sả thiên đường nhỏ
  - Tanysiptera nympha: Sả thiên đường ngực đỏ
  - Tanysiptera riedelii: Sả thiên đường Biak
  - Tanysiptera sylvia: Sả thiên đường ngực vàng sẫm
- Chi Todiramphus
  - Todiramphus albonotatus: Sả Tân Britain
  - Todiramphus australasia: Sả sọc nâu vàng
  - Todiramphus chloris: Sả khoang cổ
  - Todiramphus cinnamominus: Sả Micronesia
  - Todiramphus diops: Sả lam trắng
  - Todiramphus enigma: Sả Talaud
  - Todiramphus farquhari: Sả bụng hạt dẻ
  - Todiramphus funebris: Sả Sombre
  - Todiramphus gambieri: Sả Tuamotu
  - Todiramphus godeffroyi: Sả Marquesas
  - Todiramphus lazuli: Sả Lazuli
  - Todiramphus leucopygius: Sả xanh biếc
  - Todiramphus macleayii
  - Todiramphus nigrocyaneus: Sả lam đen
  - Todiramphus pyrrhopygia: Sả lưng đỏ
  - Todiramphus recurvirostris: Sả mỏ dẹp
  - Todiramphus ruficollaris: Sả Mangaia
  - Todiramphus sanctus: Sả thiêng
  - Todiramphus saurophaga: Sả bãi biển
  - Todiramphus tuta: Sả líu lo
  - Todiramphus veneratus: Sả Tahiti
  - Todiramphus winchelli: Sả mặt hung

Sách Danh lục chim Việt Nam, của Võ Quý và Nguyễn Cử, Nhà xuất bản Nông nghiệp, 1995 và Chim Việt Nam, Nhà xuất bản Lao động -Xã hội xuất bản năm 2000, dựa trên công trình của các tác giả Nguyễn Cử, Lê Trọng Trải và Karen Phillips, thuộc chương trình BirdLife Quốc tế tại Việt Nam xếp các loài sả nói trên vào phân họ Bồng chanh (Alcedininae), thuộc họ Bói cá (Alcedinidae). Theo sách này, ở Việt Nam có các loài sả vằn (Lacedo pulchella), sả mỏ rộng (Halcyon capensis), sả hung (Halcyon coromanda), sả đầu nâu (Halcyon smyrnensis), sả đầu đen (Halcyon pileata), sả khoang cổ (Todirhamphus chloris).

## Lưu ý
Do bề ngoài của nhiều loài trong ba họ bói cá này khá giống nhau nên các từ như sả, chả, trả có thể dùng khá lẫn lộn. Còn gọi là phỉ thúy (vay mượn từ tiếng Trung 翡翠).